# Маркін Максим Сергійович
Макси́м Сергі́йович Ма́ркін — старший солдат Збройних сил України, учасник російсько-української війни.

## З життєпису
Мобілізований, 79-а аеромобільна бригада. В червні 2014 року поранений — наскрізне вогнепальне поранення м'яких тканин обидвох стегон, лікується у Миколаївському госпіталі частини А2428.

## Нагороди
26 липня 2014 року — за особисту мужність і героїзм, виявлені у захисті державного суверенітету та територіальної цілісності України, вірність військовій присязі під час російсько-української війни, відзначений — нагороджений орденом «За мужність» III ступеня.